# Олена й Аспірин
«Олена й Аспірин» (оригінальна назва — рос. Алёна и Аспирин) — роман українських письменників Марини та Сергія Дяченків. 

## Опис книги

### Україна
Олена падає на Аспірина, як сніг на голову. Він намагається здихатись її, позбутись обов’язків, що заклопочуть його безтурботне життя, позбутись Олениного іграшкового ведмедика, який розриває на друзки тих, хто погрожує хазяйці.
Олена шукає брата. Зустрітися їм допоможе музика — одна-єдина мелодія-заклик, мелодія, що триває 173 хвилини і відкриває щілину між світами. Якщо Олена вивчиться віртуозно грати на скрипці. Якщо збереже чарівні струни. Якщо порятується від спецслужб, які полюють на неї й на Мишка. Якщо Олена без жодної помилочки, вклавши всю душу, заграє мелодію переходу. Якщо Аспірин не буде глухим до неї. Якщо...

### Росія
Спішіть творити добро! Але, зустрівши вночі у підворотні налякану маленьку дівчинку із полюшевим ведмедем, задумайтесь на мить. Можливо, під плюшем ховається чудовисько. А за ликом дитини ховається цілеспрямований демон, що готовий зламати ваше налагоджене життя і зіграти на ній, як на скрипці, чиї струни-нерви рвуться під час гри...
Ох, ця дівчинка із ведемедиком... Хіба ви вартовий її брата?!

## Нагороди
2007 — премія «АБС-премия», Художній твір (роман, повість, розповідь) (номінація).

## Цікаві факти
- Переклад українською мовою «Олена й Аспірин» вийшов 2006 року, на декілька місяців швидше ніж оригінальною, російською[3].

## Видання[3]
- 2006 рік — видавництво «Теза». (укр.)
- 2006 рік — видавництво «Эксмо». (рос.)
- 2008 рік — видавництво «Эксмо» (у виданні «Долина Совісті»). (рос.)
- 2010 рік — видавництво «Эксмо» (в авторському збірнику «Трон»). (рос.)

## Український переклад
Українською мовою був перекладений і опублікований 2006 року вінницьким видавництвом «Теза». 